# Marest-Dampcourt
Pour les articles homonymes, voir Marest (homonymie).
Marest-Dampcourt est une commune française située dans le département de l'Aisne, en région Hauts-de-France.

## Géographie
Marest et Dampcourt sont deux villages qui forment une même commune. Les villes voisines sont Neuflieux, Béthancourt-en-Vaux, Abbécourt, Quierzy et Caillouël-Crépigny. Située à 54 mètres d'altitude, la rivière l'Oise est le principal cours d'eau qui traverse la commune de Marest-Dampcourt. Les 329 habitants de la commune vivent sur une superficie de 8 km2 avec une densité de 41 habitants par km2 et une moyenne d'altitude de 57 m.

### Communes limitrophes

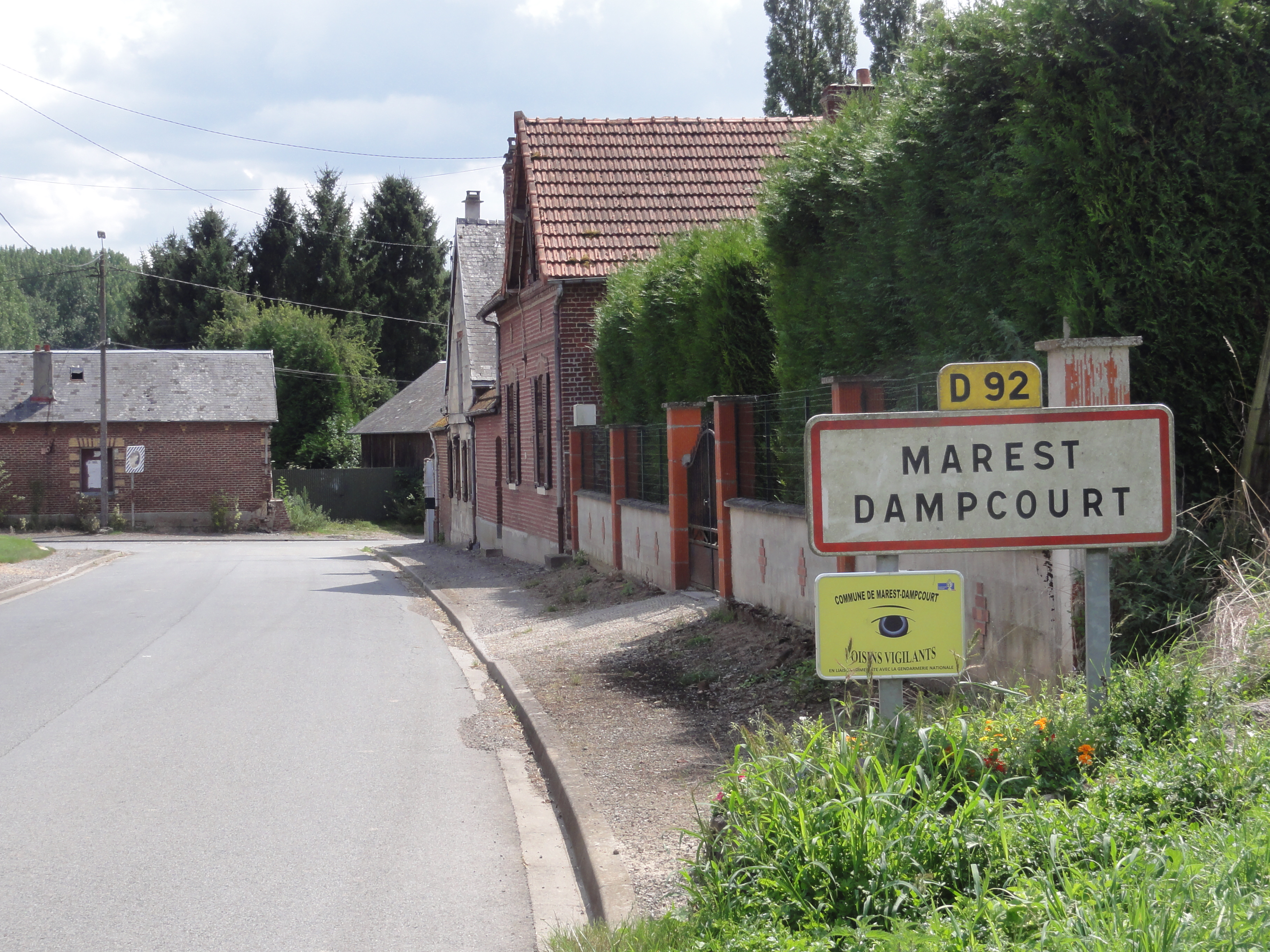
Entrée de la commune à Dampcourt.
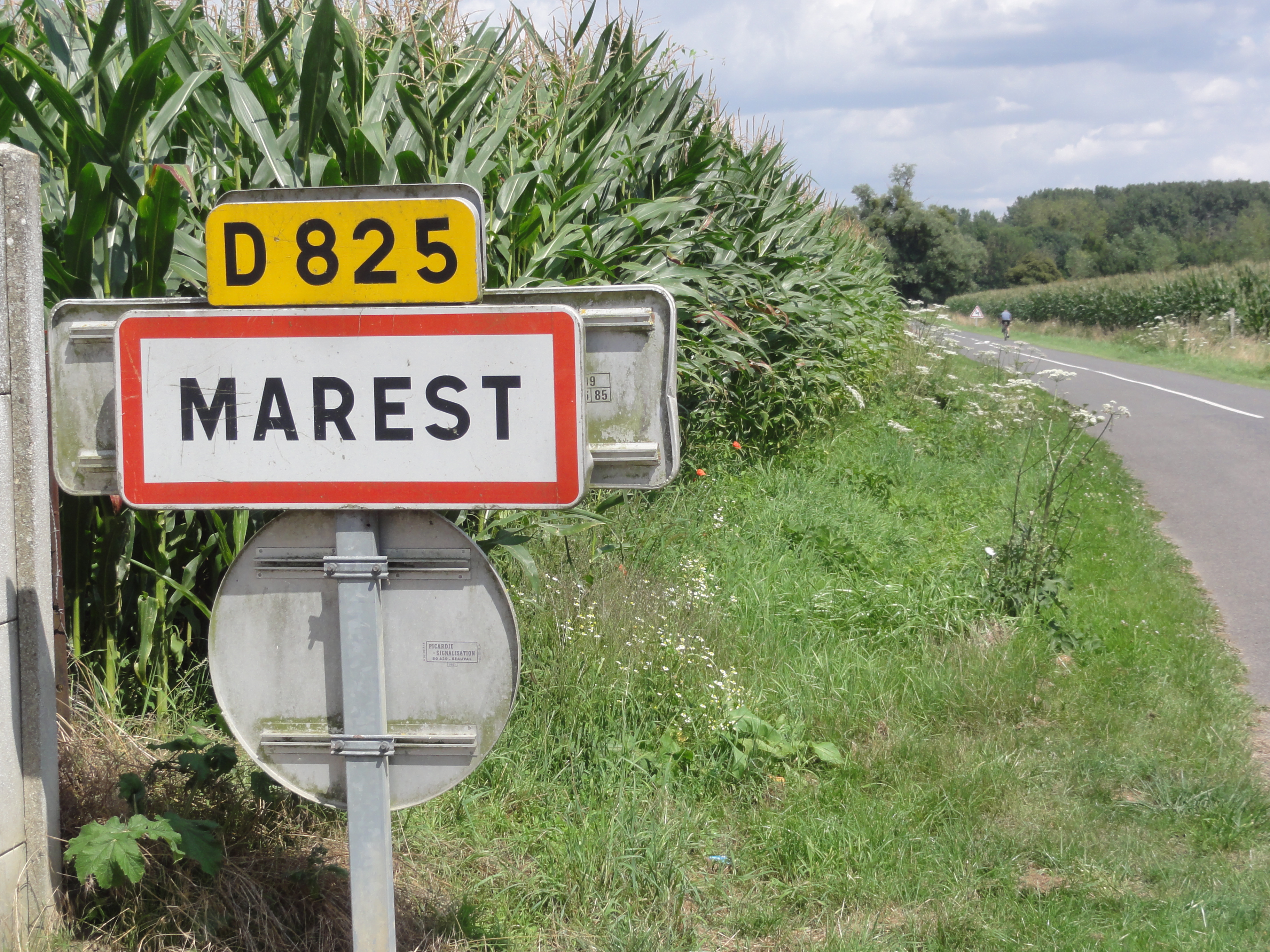
Entrée de Marest venant de Dampcourt.
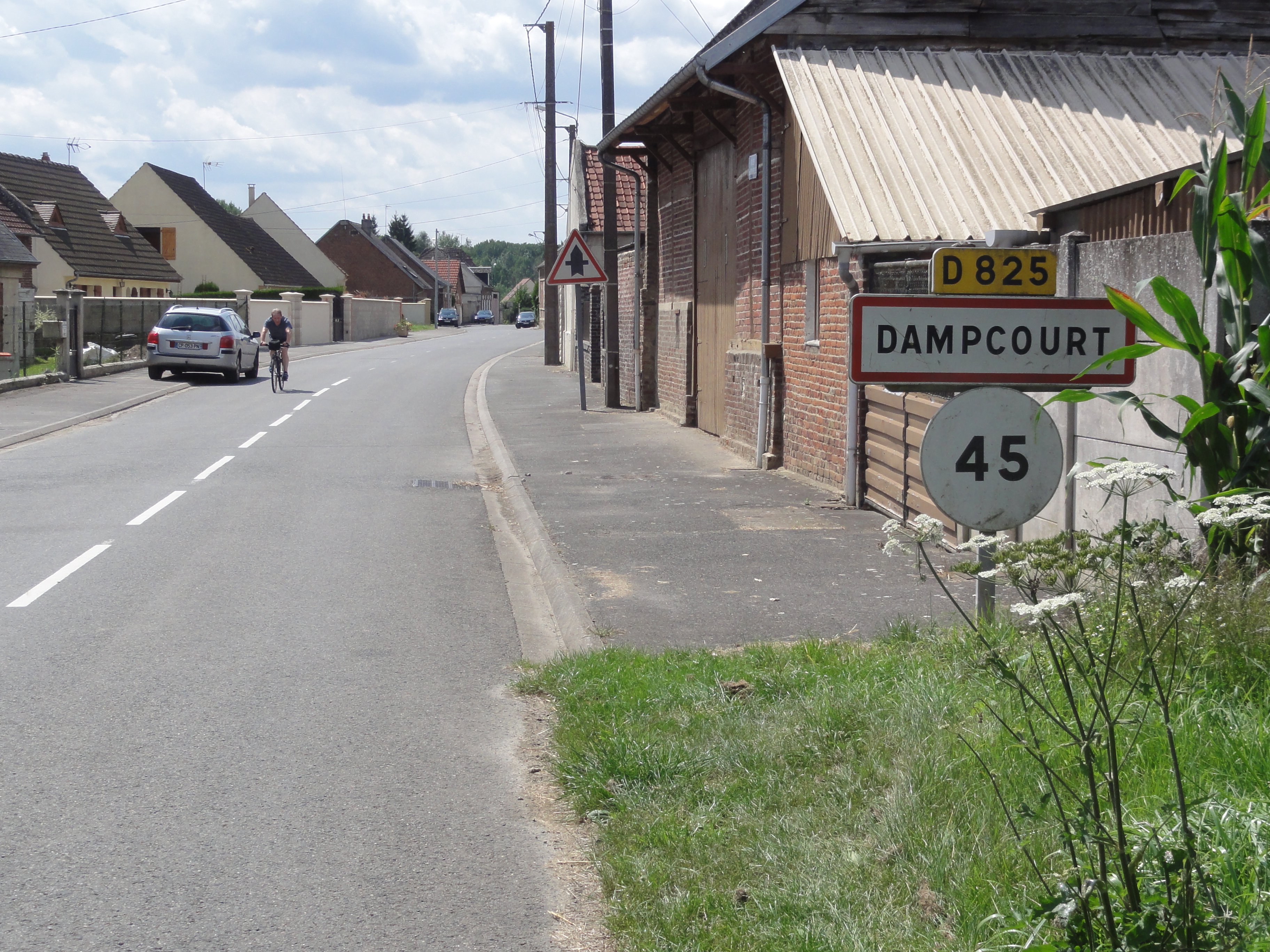
Entrée de Dampcourt venant de Marest.

### Hydrographie

#### Réseau hydrographique
La commune est située dans le bassin Seine-Normandie. Elle est drainée par le canal latéral à l'Oise, l'Oise, le ru de Pontoise, le fossé de l'Eiréchy, le ru Verglaux, divers bras du le canal latéral à l'Oise, le canal 01 de la commune de Marest-D'Ampcourt, le canal 02 de la commune de Marest-D'Ampcourt, le canal 03 de la commune de Marest-d'Ampcourt, le ru de la Râperie, le ru de Vert-de-Glaux et un autre petit cours d'eau,.
Le canal latéral à l'Oise est un canal de gabarit Freycinet qui dessert l'est de la Picardie. D'une longueur de 34 km, il connecte le canal de Saint-Quentin (depuis Chauny) à l'Oise canalisée à hauteur de Janville.
L'Oise prend sa source en Belgique, à 309 mètres d'altitude, dans l'ancienne commune de Forges et se jette dans la Seine à 20 mètres d'altitude, au Pointil en rive droite et en aval du centre de Conflans-Sainte-Honorine dans le département des Yvelines. D'une longueur 341 kilomètres, elle est presque entièrement navigable et bordée de canaux sur 104 kilomètres.
Librette, d'une longueur de 8 km, prend sa source dans la commune de L'Abergement-Clémenciat et se jette  dans 0 à L'Abergement-Clémenciat, après avoir traversé 0 communes.

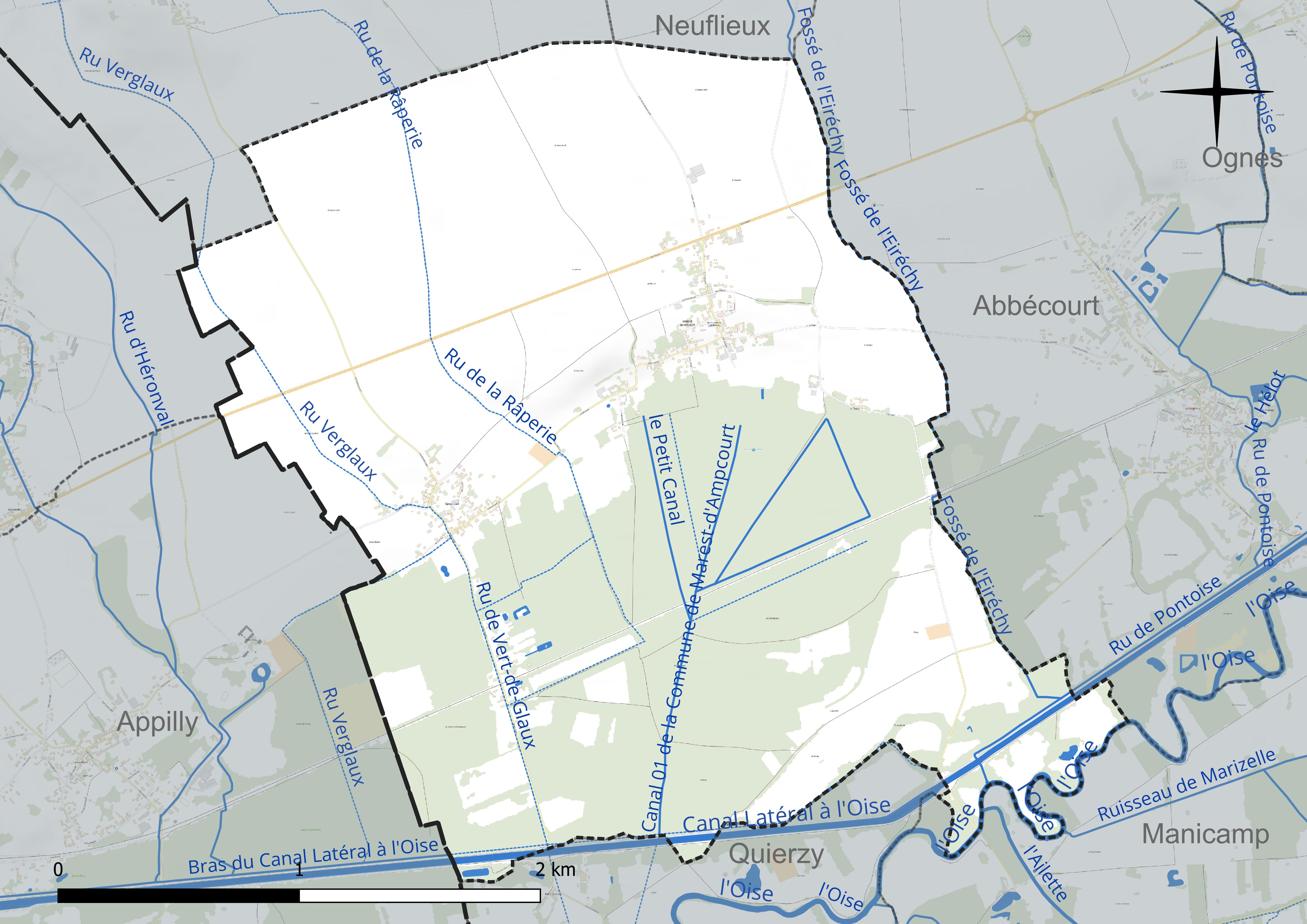
Réseau hydrographique de Marest-Dampcourt.

#### Gestion et qualité des eaux
Le territoire communal est couvert par le schéma d'aménagement et de gestion des eaux (SAGE) « Oise moyenne ». Ce document de planification concerne un territoire de 1 013 km2 de superficie, délimité par le bassin versant de l'Oise moyenne. Le périmètre a été arrêté le 24 avril 2017 et le SAGE est, en 2024, encore en élaboration. La structure porteuse de l'élaboration et de la mise en œuvre est le syndicat mixte du SAGE Oise-Moyenne (SMOM).
La qualité des cours d'eau peut être consultée sur un site spécial géré par les agences de l'eau et l'Agence française pour la biodiversité.

### Climat
Pour des articles plus généraux, voir Climat des Hauts-de-France et Climat de l'Aisne.
En 2010, le climat de la commune est de type climat océanique dégradé des plaines du Centre et du Nord, selon une étude du CNRS s'appuyant sur une série de données couvrant la période 1971-2000. En 2020, Météo-France publie une typologie des climats de la France métropolitaine dans laquelle la commune est dans une zone de transition entre le climat océanique et le climat océanique altéré et est dans la région climatique Nord-est du bassin Parisien, caractérisée par un ensoleillement médiocre, une pluviométrie moyenne régulièrement répartie au cours de l'année et un hiver froid (3 °C).
Pour la période 1971-2000, la température annuelle moyenne est de 10,7 °C, avec une amplitude thermique annuelle de 15,3 °C. Le cumul annuel moyen de précipitations est de 678 mm, avec 10,9 jours de précipitations en janvier et 9 jours en juillet. Pour la période 1991-2020, la température moyenne annuelle observée sur la station météorologique la plus proche, située sur la commune de Chauny à 5 km à vol d'oiseau, est de 11,1 °C et le cumul annuel moyen de précipitations est de 709,9 mm,. Pour l'avenir, les paramètres climatiques de la commune estimés pour 2050 selon différents scénarios d'émission de gaz à effet de serre sont consultables sur un site spécial publié par Météo-France en novembre 2022.

## Urbanisme

### Typologie
Au 1er janvier 2024, Marest-Dampcourt est catégorisée commune rurale à habitat dispersé, selon la nouvelle grille communale de densité à 7 niveaux définie par l'Insee en 2022.
Elle est située hors unité urbaine. Par ailleurs la commune fait partie de l'aire d'attraction de Chauny, dont elle est une commune de la couronne,. Cette aire, qui regroupe 23 communes, est catégorisée dans les aires de moins de 50 000 habitants,.

### Occupation des sols
L'occupation des sols de la commune, telle qu'elle ressort de la base de données européenne d'occupation biophysique des sols Corine Land Cover (CLC), est marquée par l'importance des territoires agricoles (61,6 % en 2018), en augmentation par rapport à 1990 (58,1 %). La répartition détaillée en 2018 est la suivante : 
terres arables (48,6 %), forêts (31,7 %), prairies (9,5 %), zones urbanisées (3,7 %), zones agricoles hétérogènes (3,5 %), milieux à végétation arbustive et/ou herbacée (3 %).
L'évolution de l'occupation des sols de la commune et de ses infrastructures peut être observée sur les différentes représentations cartographiques du territoire : la carte de Cassini (XVIIIe siècle), la carte d'état-major (1820-1866) et les cartes ou photos aériennes de l'IGN pour la période actuelle (1950 à aujourd'hui).

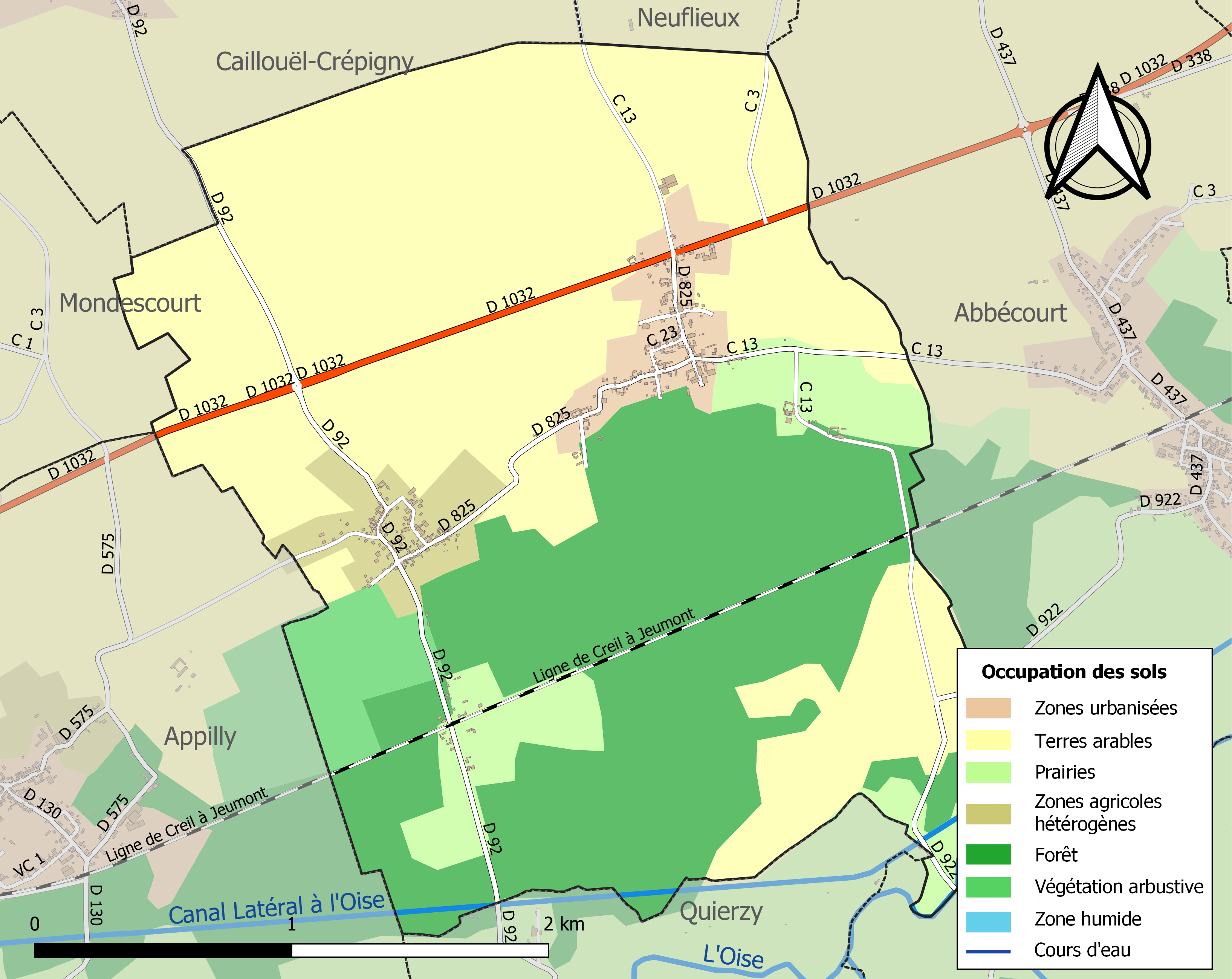
Carte de l'occupation des sols de la commune en 2018 (CLC).

## Toponymie
Le nom de la localité est attesté sous les formes Mares (1221) ; Marez (1482) ; Maretz (1523) ; Marestz (1576) ; Maret (1609) ; Marets (1752).

De l'oïl maresc, mareis, marais « marécage ».
Dampcourt est un hameau attesté sous les formes Doencourt (1221) ; Dancourt (1500) ; Dampcour (1632) ; Damcourt (1666).

## Politique et administration

### Découpage territorial
La commune de Marest-Dampcourt est membre de la communauté d'agglomération Chauny-Tergnier-La Fère, un établissement public de coopération intercommunale (EPCI) à fiscalité propre créé le 1er janvier 2017 dont le siège est à Chauny. Ce dernier est par ailleurs membre d'autres groupements intercommunaux.
Sur le plan administratif, elle est rattachée à l'arrondissement de Laon, au département de l'Aisne et à la région Hauts-de-France. Sur le plan électoral, elle dépend du  canton de Chauny pour l'élection des conseillers départementaux, depuis le redécoupage cantonal de 2014 entré en vigueur en 2015, et de la quatrième circonscription de l'Aisne  pour les élections législatives, depuis le dernier découpage électoral de 2010.

### Administration municipale
| Période                                  | Période                       | Identité         | Étiquette | Qualité                                          |
| ---------------------------------------- | ----------------------------- | ---------------- | --------- | ------------------------------------------------ |
| Les données manquantes sont à compléter. |                               |                  |           |                                                  |
| avant 1877                               | après 1879                    | Lalonde          |           |                                                  |
| 1988                                     | janvier 2009                  | Daniel Denorme   |           | Scrutin municipal de 2008 annulé par la justice, |
| janvier 2009                             | mai 2020                      | Christian Rocher | DVD       | Industriel Réélu pour le mandat 2014-2020,       |
| mai 2020                                 | En cours (au 13 juillet 2020) | Sabine Houzé     |           |                                                  |

## Démographie
L'évolution du nombre d'habitants est connue à travers les recensements de la population effectués dans la commune depuis 1793. Pour les communes de moins de 10 000 habitants, une enquête de recensement portant sur toute la population est réalisée tous les cinq ans, les populations de référence des années intermédiaires étant quant à elles estimées par interpolation ou extrapolation. Pour la commune, le premier recensement exhaustif entrant dans le cadre du nouveau dispositif a été réalisé en 2006.

En 2022, la commune comptait 342 habitants, en évolution de −5,26 % par rapport à 2016 (Aisne : −1,97 %, France hors Mayotte : +2,11 %).
| 1793 | 1800 | 1806 | 1821 | 1831 | 1836 | 1841 | 1846 | 1851 |
| ---- | ---- | ---- | ---- | ---- | ---- | ---- | ---- | ---- |
| 473  | 517  | 557  | 583  | 603  | 677  | 663  | 619  | 636  |

| 1856 | 1861 | 1866 | 1872 | 1876 | 1881 | 1886 | 1891 | 1896 |
| ---- | ---- | ---- | ---- | ---- | ---- | ---- | ---- | ---- |
| 600  | 628  | 604  | 597  | 563  | 496  | 484  | 459  | 431  |

| 1901 | 1906 | 1911 | 1921 | 1926 | 1931 | 1936 | 1946 | 1954 |
| ---- | ---- | ---- | ---- | ---- | ---- | ---- | ---- | ---- |
| 420  | 385  | 363  | 384  | 370  | 343  | 303  | 342  | 381  |

| 1962 | 1968 | 1975 | 1982 | 1990 | 1999 | 2006 | 2011 | 2016 |
| ---- | ---- | ---- | ---- | ---- | ---- | ---- | ---- | ---- |
| 348  | 339  | 328  | 349  | 340  | 326  | 331  | 340  | 361  |

| 2021 | 2022 | - | - | - | - | - | - | - |
| ---- | ---- | - | - | - | - | - | - | - |
| 356  | 342  | - | - | - | - | - | - | - |

## Lieux et monuments

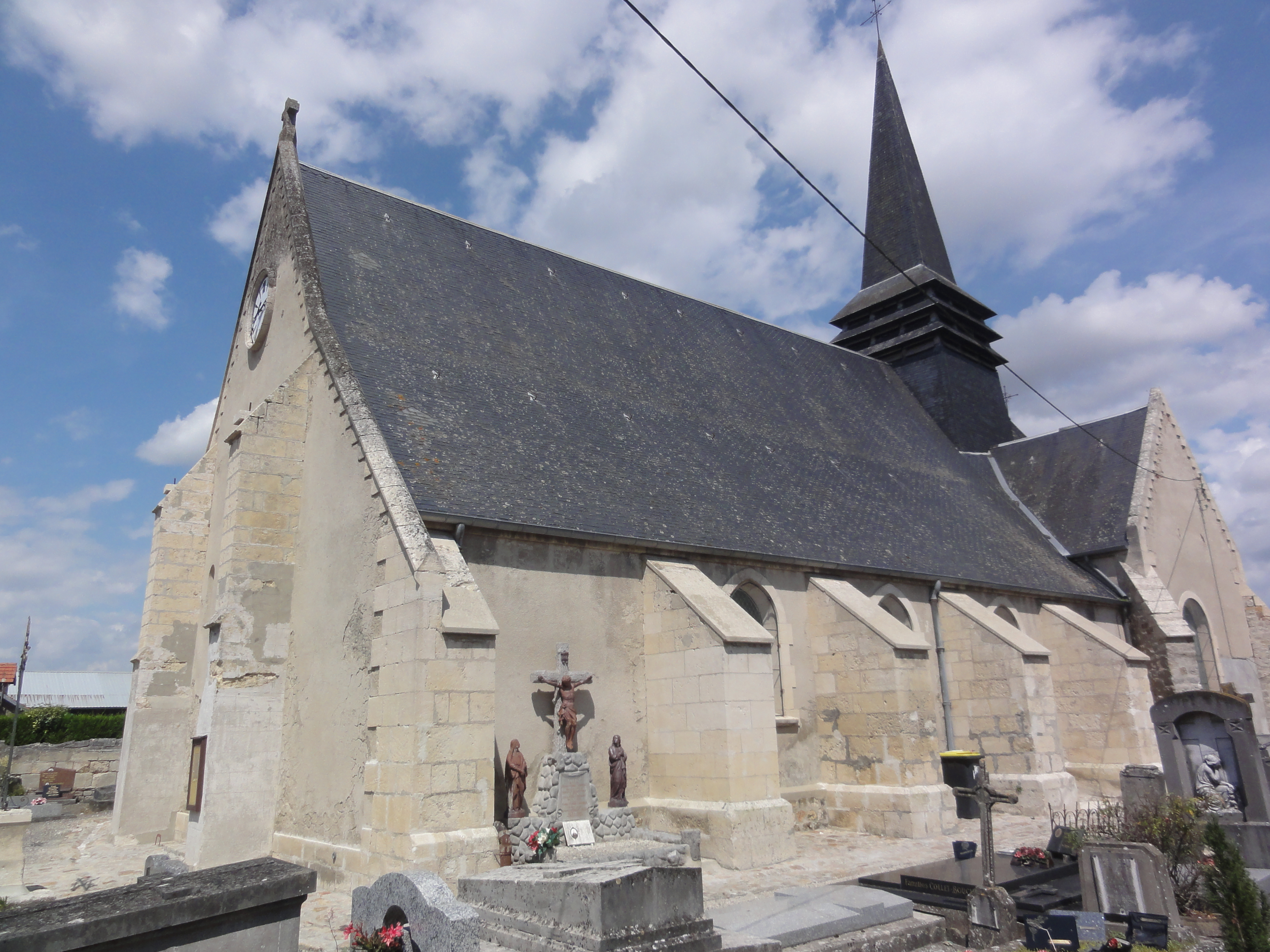
Église Saint-Brice de Marest.
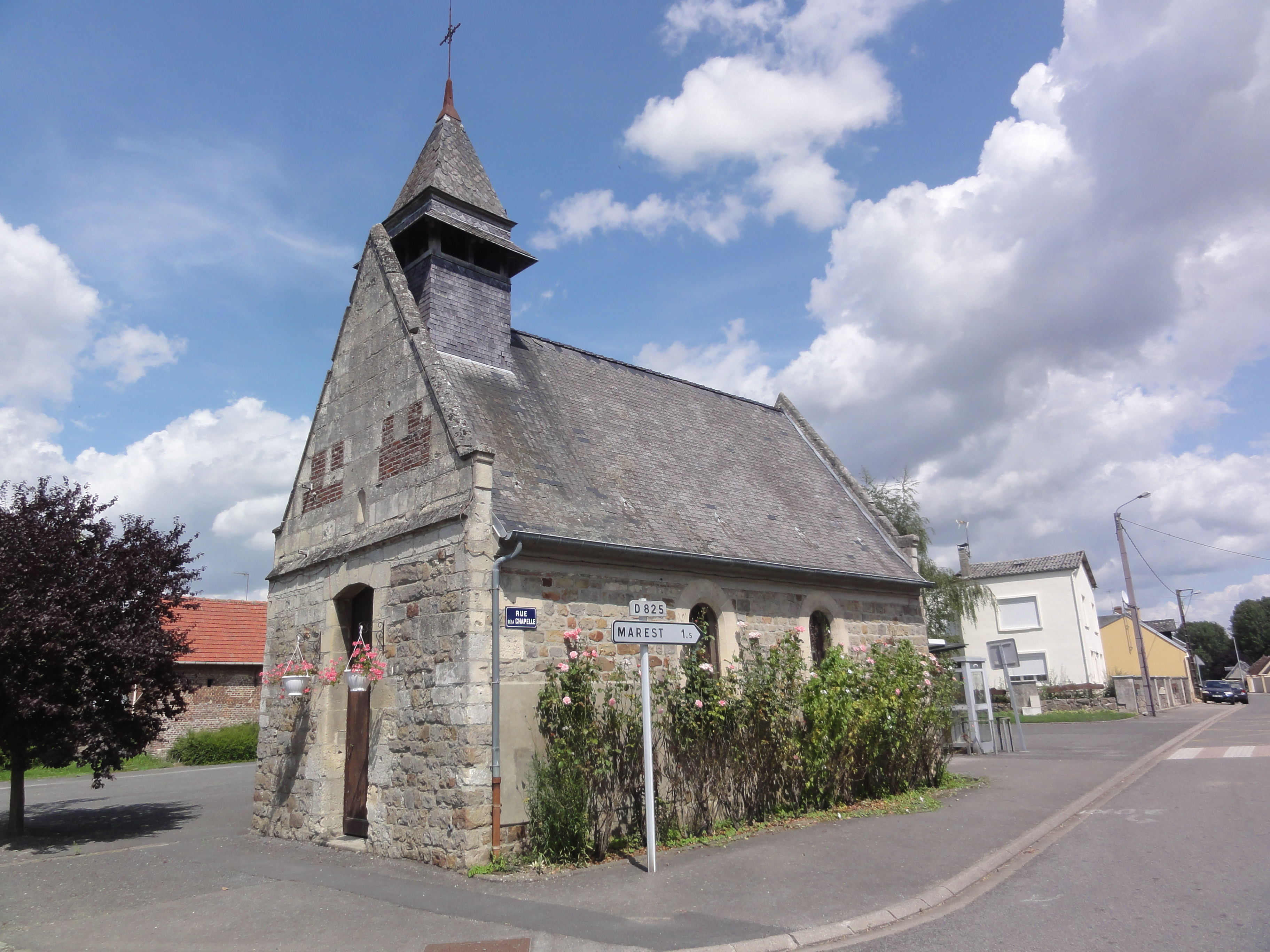
Chapelle paroissiale Sainte-Marguerite[40] de Dampcourt.
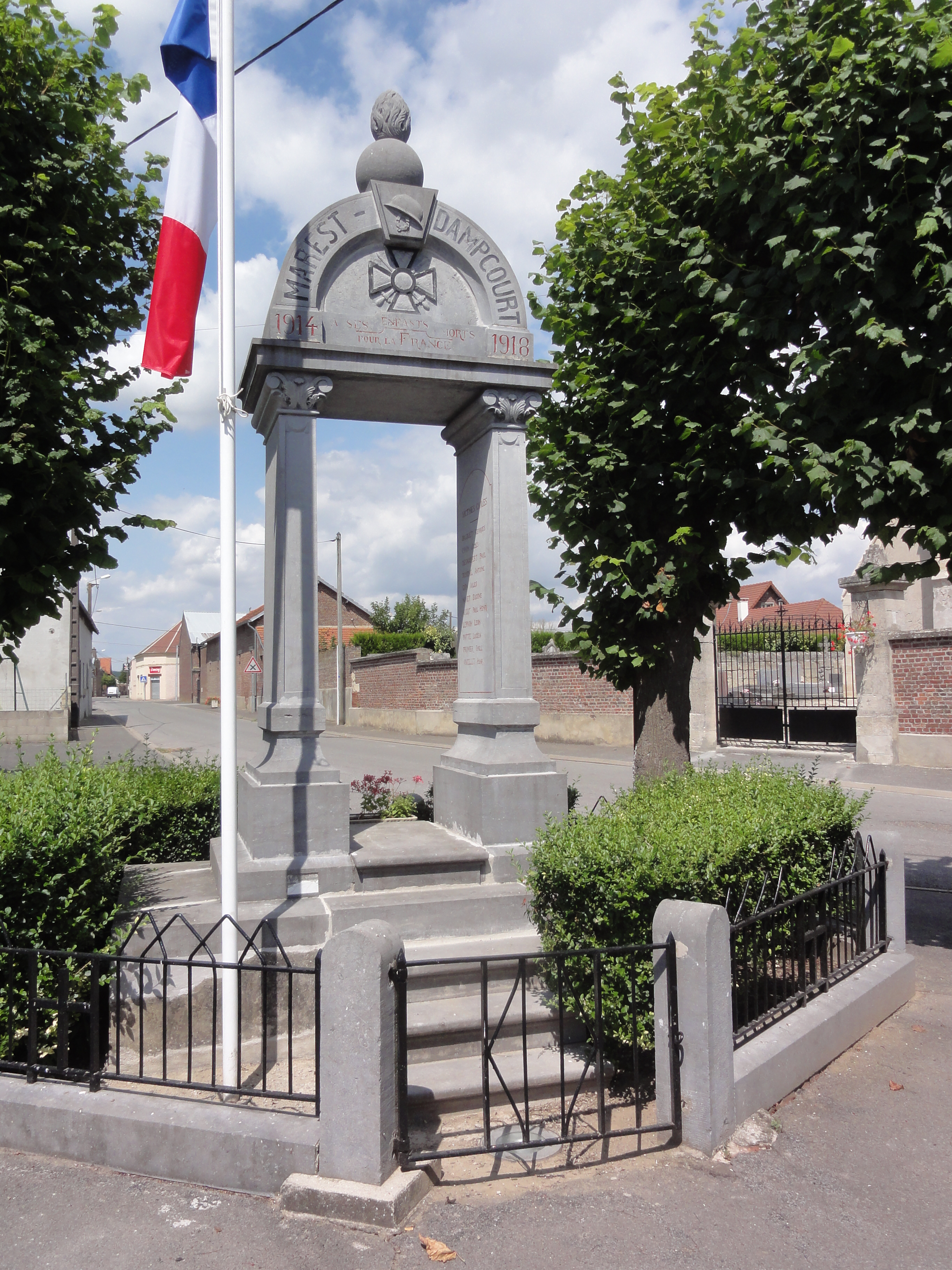
Monument aux morts, à Marest.
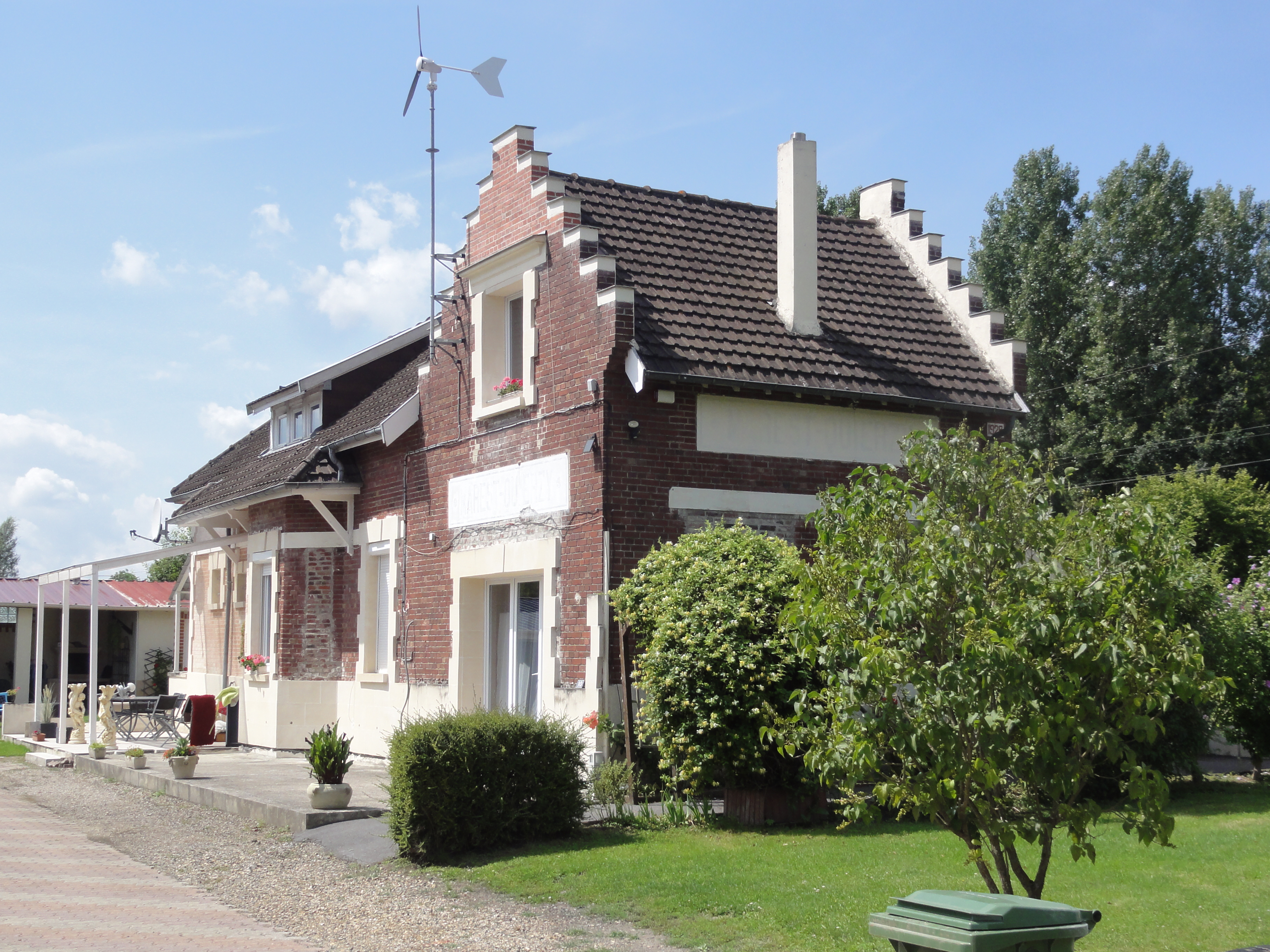
Ancienne gare de Marest-Quierzy.

- Église Saint-Brice de Marest.
- Chapelle paroissiale Sainte-Marguerite de Dampcourt.
- Monument aux morts.
- Ancienne gare Marest-Quierzy.